# 克卜勒20c
克卜勒20c（Kepler-20c）是一個環繞恆星克卜勒20的系外行星。它的質量和半徑與海王星接近。儘管它是系統中距離母恆星第三遠的，它與母恆星距離仍小於太陽與水星的距離，這代表它是熱海王星。它和系統中其他四顆行星一起被宣布發現於2011年12月20日。